# Tři Sekery
Tři Sekery (Duits: Dreihacken, Nederlands letterlijk: Drie Bijlen) is een gemeente in de Tsjechische regio Karlsbad. De gemeente ligt op 665 meter hoogte, 7 kilometer ten westen van Mariënbad (Mariánské Lázně) en in de oostelijke uitlopers van de Český les, een gebergte wat vaak als onderdeel van het Bohemer Woud wordt gezien. De gemeente ligt tegen de grens met Duitsland.
Naast het dorp Tři Sekery zelf liggen ook de dorpen Chodovská Huť, Krásné en Tachovská Huť in de gemeente.

## Geschiedenis
Rond de plaats waar nu Tři Sekery ligt werden in de eerste helft van de 16e eeuw veel grondstoffen ontdekt. In 1536 liet Kaspar Pflugk von Rabenstein de eerste mijnen aanleggen, waar kopererts werd opgegraven. Bij de mijnen ontstonden nederzettingen van de mijnbouwers. In de 17e eeuw werd er naast koper ook lood, zilver en kobalt gewonnen. In 1736 waren de mijnen uitgeput en werden ze opgeheven.
Precies honderd jaar later werd de mijnbouw hervat vanwege nieuwe ontdekkingen van grondstoffen. Er werd opnieuw kobalt en zilver gewonnen. In 1916 en 1923 werd uranium gevonden bij Tři Sekery.
Tot na de Tweede Wereldoorlog bevonden zich op de huidige gemeentegrond meerdere zelfstandige dorpen. Na het opnieuw opheffen van de mijnen is het gebied met zijn vele bossen een recreatiegebied geworden.

Aš · 
Cheb · 
Dolní Žandov · 
Drmoul · 
Františkovy Lázně · 
Hazlov · 
Hranice · 
Krásná · 
Křižovatka · 
Lázně Kynžvart · 
Libá · 
Lipová · 
Luby · 
Mariënbad (Mariánské Lázně) · 
Milhostov · 
Milíkov · 
Mnichov · 
Nebanice · 
Nový Kostel · 
Odrava · 
Okrouhlá · 
Ovesné Kladruby · 
Plesná · 
Podhradí · 
Pomezí nad Ohří · 
Poustka · 
Prameny · 
Skalná · 
Stará Voda · 
Teplá · 
Trstěnice · 
Třebeň · 
Tři Sekery · 
Tuřany · 
Valy · 
Velká Hleďsebe · 
Velký Luh · 
Vlkovice · 
Vojtanov · 
Zádub-Závišín